# 부산지방법원
부산지방법원(釜山地方法院)은 대한민국 부산광역시 일부 지역을 관할하는 대한민국의 지방 법원이다. 관내에 본원 외에 동부지원, 서부지원과 5개의 등기소를 두고 있다.

## 연혁

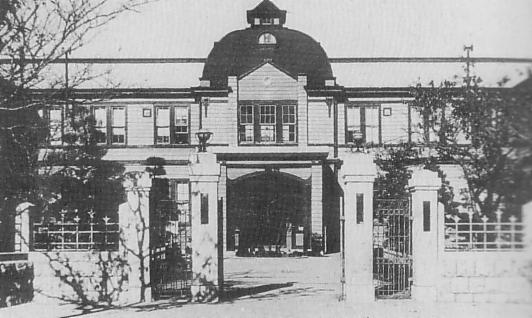
옛 부산재판소 청사의 모습

- 1896년 1월 20일 법률 제 1호(1895년 3월 25일) 칙령 제 114호(1895년 5월 10일)에 의거 부산재판소 설치
- 1982년 9월 1일 울산지원 개원
- 1983년 9월 1일 마산지방법원(현 창원지방법원) 분리
- 1988년 9월 1일 동부지원 개원
- 1994년 3월 1일 김해시ㆍ김해군이 창원지방법원 관할로 변경
- 1995년 3월 1일 기장군이 동부지원으로 편입
- 1995년 9월 1일 양산군법원 개원
- 1996년 3월 1일 양산군법원이 양산시법원으로 개칭
- 1998년 3월 1일 울산지방법원 분리
- 2001년 3월 1일 가정지원 개원
- 2001년 10월 1일 부산지방법원 및 부산지방법원 동부지원의 관할 구역 변경
- 2017년 3월 1일 부산지방법원 서부지원 개원에 따른 관할 구역 변경

## 관할 구역
- 본원: 중구, 동구, 영도구, 부산진구, 동래구, 연제구, 금정구
- 동부지원: 해운대구, 남구, 수영구, 기장군
- 서부지원: 서구, 북구, 사상구, 사하구, 강서구

## 주소
- 부산광역시 연제구 법원로 31(거제동)
- 우편번호: 47510

## 조직
괄호 내의 숫자는 재판부수임
- 재판부
  - 재정결정부(1)
  - 행정부(2)
  - 민사항소부(5)
  - 민사항고부(2)
  - 민사합의부(4)
  - 민사신청비송합의부(1)
  - 형사항소부(4)
  - 형사합의, 항소부(1)
  - 형사합의부(2)
  - 특정형사부(1)
  - 민사소액단독(5)
  - 민사소액조정단독(1)
  - 손배(자산)전담단독(2)
  - 집행비송신청단독(3)
  - 개인파산단독(3)
  - 개인회생단독(3)
  - 개인회생, 파산항고(2)
  - 법인회생파산(2)
  - 행정단독(1)
  - 형사단독(13)
  - 형사소년단독(1)
  - 사법보좌관(5)
- 사무국
  - 총무과
  - 종합민원실
  - 민사합의과
  - 민사단독과
  - 민사소액과
  - 민사신청과
  - 민사집행과
  - 형사합의과
  - 형사단독과
  - 등기과
  - 법원보안관리대

### 본원 소속 등기소
- 부산진등기소
- 금정등기소
- 중부산등기소

### 지원 및 하위 조직
- 동부지원
  - 재판부
  - 사무국
  - 등기소
    - 남부산등기소
- 서부지원
  - 재판부
  - 사무국
  - 등기소
    - 북부산등기소

## 역대 부산지방법원장
| 대수 | 이름   | 재임 기간                          | 비고        |
| ---- | ------ | ---------------------------------- | ----------- |
|      | 김석수 | ~1988년 7월 19일                   |             |
|      | 이민수 | 1988년 7월 20일 ~ 1991년 1월 31일  |             |
|      | 안용득 | 1991년 2월 1일 ~1991년 9월 15일    |             |
|      | 서정제 | 1991년 9월 16일 ~                  |             |
|      | 이철환 | ~ 1993년 4월 25일                  |             |
| 27대 | 안상돈 | 1993년 10월 15일 ~ 2993년 4월      |             |
| 28대 | 김형선 | 1993년 4월 26일 ~ 1995년 2월       |             |
| 29대 | 안석태 | 1995년 2월 21일 ~ 1998년 8월       |             |
| 30대 | 김영일 | 1998년 8월 24일 ~ 1999년 10월 11일 | [ 3 ]       |
| 31대 | 이순영 | 1999년 10월 11일 ~ 2000년 7월 21일 | [ 4 ] [ 5 ] |
| 32대 | 김시승 | 2000년 7월 21일 ~ 2002년 2월       | [ 6 ]       |
| 33대 | 양승태 | 2002년 2월 ~ 2003년 2월 11일       |             |
| 34대 | 강병섭 | 2003년 2월 12일 ~ 2004년 2월 10일  |             |
| 35대 | 강문종 | 2004년 2월 11일 ~ 2005년 2월       |             |
| 36대 | 박용수 | 2005년 11월 4일 ~ 2007년 2월 11일  |             |
| 37대 | 이기중 | 2007년 2월 12일 ~ 2009년 2월 7일   | [ 7 ]       |
| 38대 | 최진갑 | 2009년 2월 9일 ~ 2010년 2월 10일   |             |
| 39대 | 조병현 | 2010년 2월 11일 ~ 2011년 2월 16일  |             |
| 40대 | 박흥대 | 2011년 2월 17일 ~ 2013년 2월 13일  |             |
| 41대 | 윤인태 | 2013년 2월 14일 ~ 2015년 2월 11일  |             |
| 42대 | 강민구 | 2015년 2월 12일 ~ 2017년 2월 8일   |             |
| 43대 | 이광만 | 2017년 2월 9일 ~ 2019년 2월 27일   |             |
| 44대 | 정용달 | 2019년 2월 28일 ~ 2021년 2월 8일   |             |
| 45대 | 전상훈 | 2021년 2월 9일 ~ 2023년 2월 19일   |             |
| 46대 | 박형준 | 2023년 2월 20일 ~ 2025년 2월 19일  |             |
| 47대 | 김문관 | 2025년 2월 20일 ~                  |             |